# Iglesia de Dios (Cleveland)
La Iglesia de Dios (Church of God) es una asociación cristiana evangélica internacional de iglesias pentecostales, con sede en la ciudad estadounidense de Cleveland, Tennessee.

## Historia
La Iglesia de Dios tiene sus orígenes en 1884, en una reflexión de Richard G. Spurling, un ministro y su padre Richard Spurling, que los llevó a abandonar su iglesia Bautista debido a desacuerdos sobre el Landmarkismo, doctrina que afirma que sólo las iglesias descendientes de iglesias con doctrina bautista son parte de la verdadera Iglesia.
Se funda oficialmente la Iglesia de Dios el 19 de agosto de 1886, en una reunión en Barney Creek, Condado de Monroe, Tennessee. Un grupo de 3 personas, luego 8 integrantes y llegando a 12 miembros iniciales con deseo de una vida y relación más estrecha con Cristo. Consciente de la inutilidad de la reforma de sus propias iglesias, establecieron una nueva iglesia, cuyo objetivo sería restaurar el sonido escritural y doctrinal de la Biblia, además de una profunda consagración; alentar y promover la evangelización y el servicio cristiano. Veintiún años después de la reunión y formación de la Unión Cristiana esa noche en la Calle Azuza, el movimiento creciente que establece permanentemente en la Iglesia de Dios. El viernes 11 de enero de 1907, la Iglesia de la Santidad tomó el nombre de "Iglesia de Dios".

## Estadísticas
Según un censo de la asociación de iglesias, en 2022 tendría 36.000 iglesias y 7 millones de miembros en 178 países.

## Creencias
La Iglesia de Dios tiene una confesión de fe pentecostal.

Algunas de sus doctrinas son:
• El Arminianismo de herencia Wesleyana (con la diferencia de que la salvacion se puede perder).
• La salvación a través de la fe en Jesucristo, negando la eficacia de cualquier obra humana que no sea el sacrificio vicario de Cristo en la cruz.
• La santidad y la consagración a Cristo por medio de la ayuno, la oración y la lectura de las Sagradas Escrituras.
• El Bautismo en el Espíritu Santo y la continuidad de los dones (carismas) del Espíritu.
• El Dispensacionalismo, el rapto pretribulacional y el Quilianismo (o el establecimiento literal del reino de Cristo por una duración de mil años).

Sobre los Sacramentos o Instituciones de Cristo, ellos creen en solo dos; el Bautismo y la Santa Cena. La única formula que Iglesia de Dios considera correcta es el Credobautismo (bautismo de adultos) por inmersión o sumersión; y la visión que enseñan sobre la Santa Cena es el Memorialismo.
• Ordenanza Principal:
• Bautismo por inmersión (Credobautismo): Realizado solo a aquellos que profesan su fe, siguiendo el modelo del bautismo de adultos.
• Santa Cena (Memorialismo): Celebración que rememora la muerte de Cristo, recordando su sacrificio de una forma simbólica.
• Ordenanza Complementaria:
• Lavamiento de Pies:
• Significado: Basado en el ejemplo de humildad y servicio de Jesús (Juan 13), este acto simboliza la importancia de servir al prójimo y vivir una vida de amor y servicio.
• Aplicación: Aunque no es una institución esencial, se puede celebrar en ocasiones específicas.